# Mark Taylor (hockey sur glace)
Pour les articles homonymes, voir Mark Taylor et Taylor.
Mark Taylor (né le 26 janvier 1958 à Vancouver, dans la province de la Colombie-Britannique au Canada) est un joueur professionnel canadien de hockey sur glace. Il est le petit-fils d'une des légendes du hockey nord-américain, Frederick « Cyclone » Taylor.

## Carrière de joueur
100e sélection lors du repêchage de la Ligue nationale de hockey en 1978, il évolue quatre saisons avec les Fighting Sioux de North Dakota avant de devenir professionnel. Il le devient en 1980 alors qu'il se joint aux Mariners du Maine dans la Ligue américaine de hockey.
Il joue ses premières parties dans la LNH au terme de sa seconde saison avec les Mariners. Il occupe un poste permanent avec les Flyers de Philadelphie la saison suivante. Il marque 33 points lors de cette saison recrue en 65 parties. Il joue ensuite avec les Penguins de Pittsburgh avec lesquels il ne reste qu'une saison et demi avant d'être à nouveau échangé, cette fois aux Capitals de Washington. Après trois saisons avec le club de la capitale des États-Unis, dont deux dans la LNH, il continue sa carrière en Europe en 1987-1988.
Il joue pour le EHC Uzwil en Suisse lors de trois saisons avant de jouer pour le SC Herisau. Ensuite, il joue une saison en Italie avant de revenir en Suisse pour y jouer ses cinq derniers matches avec le SC Rapperswil-Jona.

## Statistiques
| Saison     | Équipe                         | Ligue      |     | Saison régulière | Saison régulière | Saison régulière | Saison régulière | Saison régulière |   | Séries éliminatoires | Séries éliminatoires | Séries éliminatoires | Séries éliminatoires | Séries éliminatoires |
| Saison     | Équipe                         | Ligue      | PJ  | B                | A                | Pts              | Pun              | PJ               | B | A                    | Pts                  | Pun                  |                      |                      |
| 1975-1976  | Lords de Langley               | LHCB       | 63  | 49               | 79               | 128              | 48               | -                | - | -                    | -                    | -                    |                      |                      |
| 1975-1976  | Chiefs de Kamloops             | WCHL       | 3   | 0                | 1                | 1                | 0                | -                | - | -                    | -                    | -                    |                      |                      |
| 1976-1977  | Fighting Sioux de North Dakota | NCAA       | 31  | 16               | 19               | 35               | 20               | -                | - | -                    | -                    | -                    |                      |                      |
| 1977-1978  | Fighting Sioux de North Dakota | NCAA       | 37  | 18               | 22               | 40               | 28               | -                | - | -                    | -                    | -                    |                      |                      |
| 1978-1979  | Fighting Sioux de North Dakota | NCAA       | 42  | 24               | 59               | 83               | 28               | -                | - | -                    | -                    | -                    |                      |                      |
| 1979-1980  | Fighting Sioux de North Dakota | NCAA       | 40  | 33               | 59               | 92               | 30               | -                | - | -                    | -                    | -                    |                      |                      |
| 1980-1981  | Mariners du Maine              | LAH        | 79  | 19               | 50               | 69               | 56               | 20               | 5 | 16                   | 21                   | 20                   |                      |                      |
| 1981-1982  | Mariners du Maine              | LAH        | 75  | 32               | 48               | 80               | 42               | 4                | 2 | 3                    | 5                    | 4                    |                      |                      |
| 1981-1982  | Flyers de Philadelphie         | LNH        | 2   | 0                | 0                | 0                | 0                | -                | - | -                    | -                    | -                    |                      |                      |
| 1982-1983  | Flyers de Philadelphie         | LNH        | 61  | 8                | 25               | 33               | 24               | 3                | 0 | 0                    | 0                    | 0                    |                      |                      |
| 1983-1984  | Flyers de Philadelphie         | LNH        | 1   | 0                | 0                | 0                | 0                | -                | - | -                    | -                    | -                    |                      |                      |
| 1983-1984  | Penguins de Pittsburgh         | LNH        | 59  | 24               | 31               | 55               | 24               | -                | - | -                    | -                    | -                    |                      |                      |
| 1984-1985  | Penguins de Pittsburgh         | LNH        | 47  | 7                | 10               | 17               | 19               | -                | - | -                    | -                    | -                    |                      |                      |
| 1984-1985  | Capitals de Washington         | LNH        | 9   | 1                | 1                | 2                | 2                | -                | - | -                    | -                    | -                    |                      |                      |
| 1985-1986  | Whalers de Binghamton          | LAH        | 43  | 19               | 38               | 57               | 27               | -                | - | -                    | -                    | -                    |                      |                      |
| 1985-1986  | Capitals de Washington         | LNH        | 30  | 2                | 1                | 3                | 4                | 3                | 0 | 0                    | 0                    | 0                    |                      |                      |
| 1986-1987  | Whalers de Binghamton          | LAH        | 67  | 16               | 37               | 53               | 40               | 13               | 2 | 6                    | 8                    | 9                    |                      |                      |
| 1987-1988  | EHC Uzwil                      | LNB        | 34  | 24               | 43               | 67               | 33               | -                | - | -                    | -                    | -                    |                      |                      |
| 1988-1989  | EHC Uzwil                      | LNB        | 36  | 28               | 49               | 77               | 31               | -                | - | -                    | -                    | -                    |                      |                      |
| 1989-1990  | EHC Uzwil                      | LNB        | 36  | 23               | 33               | 56               | 22               | -                | - | -                    | -                    | -                    |                      |                      |
| 1989-1990  | Team Canada                    | Intl.      | 1   | 0                | 0                | 0                | 0                | -                | - | -                    | -                    | -                    |                      |                      |
| 1990-1991  | SC Herisau                     | LNB        | 33  | 30               | 49               | 79               | 22               | -                | - | -                    | -                    | -                    |                      |                      |
| 1991-1992  | HC Bolzano                     | Alpenliga  | 5   | 1                | 4                | 5                | 0                | -                | - | -                    | -                    | -                    |                      |                      |
| 1991-1992  | HC Bolzano                     | Série A    | 1   | 0                | 0                | 0                | 0                | -                | - | -                    | -                    | -                    |                      |                      |
| 1992-1993  | SC Rapperswil-Jona             | LNB        | 5   | 4                | 3                | 7                | 0                | -                | - | -                    | -                    | -                    |                      |                      |
| Totaux LNH | Totaux LNH                     | Totaux LNH | 209 | 42               | 68               | 110              | 73               | 6                | 0 | 0                    | 0                    | 0                    |                      |                      |

## Trophées et honneurs personnels
- National Collegiate Athletic Association
  - 1979 : nommé dans l'équipe d'étoiles du tournoi
  - 1980 : nommé dans l'équipe d'étoiles de l'Ouest
- Western Collegiate Hockey Association
  - 1980 : nommé dans la première équipe d'étoiles